# Adore Delano
Daniel Anthony "Danny" Noriega (Azusa, 29 de setembre de 1989), més coneguda pel seu nom artístic Adore Delano, és una drag queen i cantant estatunidenca. Delano va aparèixer com a concursant en la setena temporada d'American Idol el 2008 com a Danny Noriega. Adore Delano va competir en la sisena temporada del programa de telerealitat RuPaul's Drag Race, on va arribar a la final a tres. El 2014 va llançar el seu primer àlbum d'estudi Till Death Do Us Party, i el 2016 va publicar After Party.

## Primers anys
Danny Noriega va néixer el 29 de setembre de 1989 a Azusa (Califòrnia). És el petit de cinc germans, amb dos germans grans i dues germanes. El seu origen ètnic és principalment mexicanoamericà, amb certa ascendència alemanya i ameríndia.

## Carrera

### 2008:American Idol

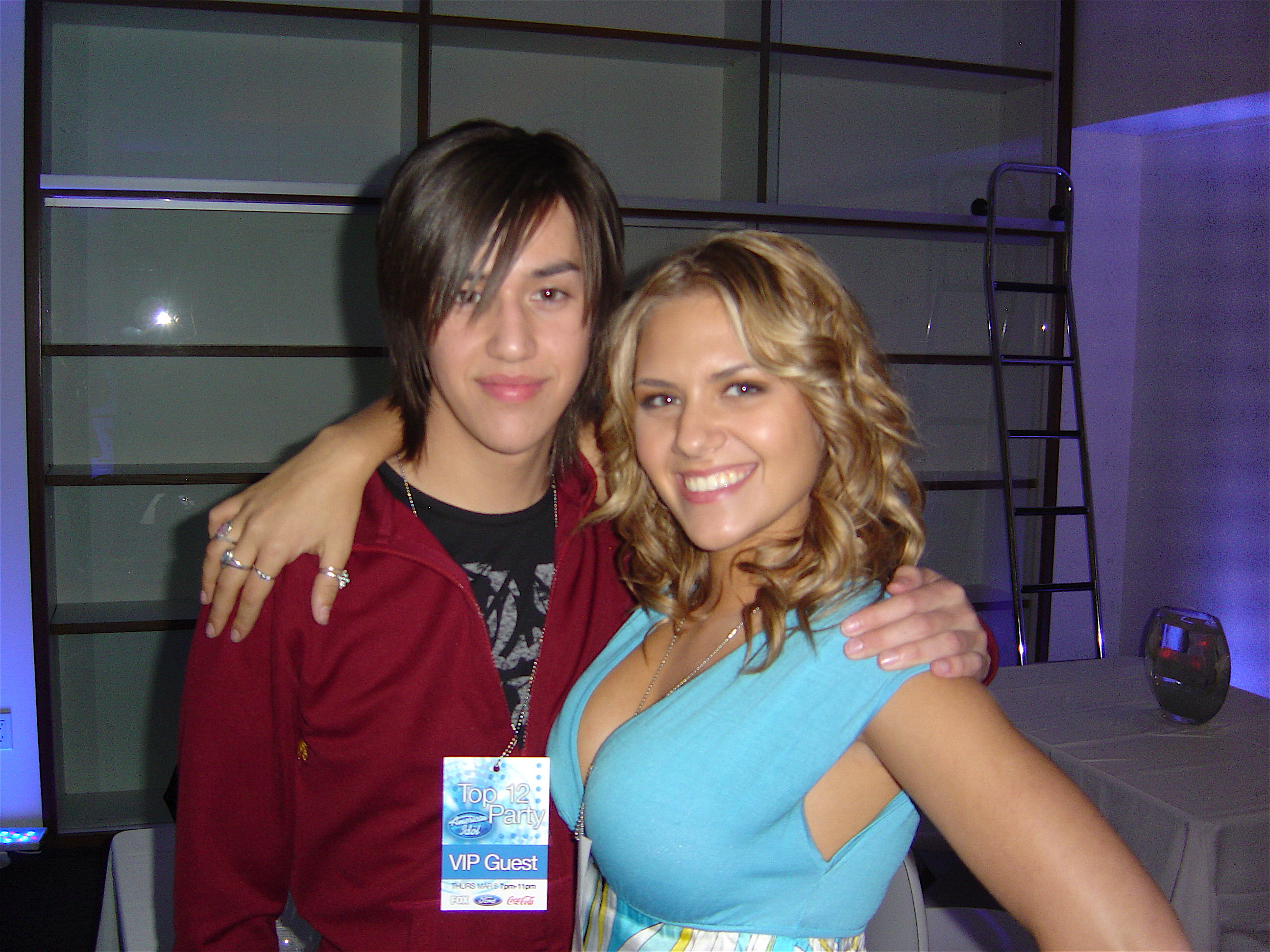
Delano (llavors conegut com a Danny Noriega) i Kady Malloy durant la setena temporada dAmerican Idol

El 2008 va aparèixer en la setena temporada d'American Idol i va arribar a les semifinals. Es va fer conegut per la seva personalitat extravagant i atrevida en relació amb els jutges, en particular per un comentari cap al jutge Simon Cowell, que més tard es va fer viral. Després de veure'l a Idol, Rosie O'Donnell va convidar Noriega a actuar al creuer R Family. La presentadora de televisió Ellen DeGeneres també va convidar Noriega al seu programa.

### 2009–14: YouTube,RuPaul's Drag RaceiTill Death Do Us Party

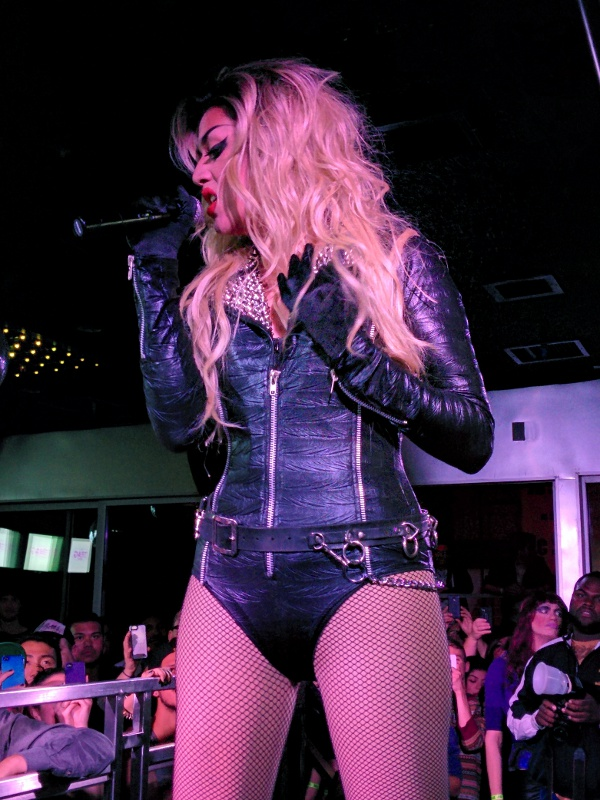
Noriega com a Adora Delano actuant el 2014

Després d'American Idol, Noriega es va convertir en youtuber, fent broma d'ell mateix, en drag com a Adore Delano o com el seu altre personatge drag, Angel Baby. El juny de 2009 Noriega va llançar el videoclip de la seva cançó "24/7", on apareixia la seva germana Diamonique.
Després de veure un participant del programa de telerealitat RuPaul's Drag Race actuant al club nocturn Micky's de West Hollywood, Noriega es va inspirar per participar en un concurs drag, que va acabar guanyant. Després de la victòria, Noriega va començar a actuar al sud de Califòrnia com a Adore Delano. Juntament amb altres concursants de RuPaul's Drag Race, Adore va desfilar a la passarel·la Marco Marco de la Setmana de la Moda de Los Angeles de 2013.
El desembre de 2013 Logo TV va anunciar que Adore Delano seria una de les catorze drag queens que competirien en la sisena temporada de RuPaul's Drag Race. Adore havia competit anteriorment en la competició popular a través de Facebook durant la cinquena temporada, quan en última instància va perdre davant de Penny Tration. Malgrat un lent començament en el concurs, Delano finalment va passar a guanyar tres reptes. Va participar en les tres finals i en la final va ser nomenat cofinalista juntament amb Courtney Act, i va perdre davant de Bianca Del Rio.
Després de la final de Drag Race, Delano va llançar el senzill "DTF" el 20 de maig de 2014, com a primer senzill de l'àlbum debut Till Death Do Us Party. Va publicar el disc el 3 de juny de 2014, i va arribar a la tercera posició de la llista Dance/Electronic Albums dels EUA, onzena de la llista Independent Albums dels EUA, i la 59a de Billboard 200. Durant la resta de 2014, Delano es va centrar principalment a promocionar l'àlbum, publicar videoclips, incloent-hi "I Adore U", que va aconseguir el lloc 49è de la llista Dance/Electronic Songs de la revista Billboard.
El novembre de 2014 Delano va anunciar que estava treballant en un segon àlbum. Pel que fa al so de l'àlbum, va assegurar que el contingut seria més fosc. "Serà una mica més seriós. He passat per un munt de merda aquest any. Em vaig enamorar, vaig arribar a viatjar pel món, el meu pare va morir". El maig de 2015 Delano va anunciar que havia començat les sessions per a l'àlbum.

### 2016–actualitat:After PartyiRupaul's Drag Race: All Stars 2
L'agost de 2015 Delano va parlar amb la publicació So So Gay i va revelar que el seu doble àlbum comptaria amb 22 cançons, i que es publicaria el 2016. Després, confirmaria en una entrevista a Queen Magazine que la meitat de les cançons s'utilitzaria per a un altre àlbum. Va publicar una nova cançó de l'àlbum, "I Can't Love You", diverses vegades en la seva gira. Segons Delano, la cançó tractava "sobre no ser capaç de tot d'un mateix a algú. És una cançó trista". El 17 de novembre de 2015 va confirmar que el nom del seu pròxim àlbum seria After Party. L'àlbum es va posar en prevenda a Amazon Music, i es va llançar l'11 de març de 2016.
Adore va ser un dels deu concursants de la segona temporada d'All Stars de Rupaul's Drag Race. Després de situar-se en posicions de descens en el primer episodi, Delano va abandonar el programa en el segon episodi. De fet, va ser el primer concursant de Drag Race que va retirar-se voluntàriament.

## Discografia
- Till Death Do Us Party (2014)
- After Party (2016)

## Filmografia

### Cinema
| Títol        | Any  | Director         | Paper       | Notes                                         | Ref.   |
| ------------ | ---- | ---------------- | ----------- | --------------------------------------------- | ------ |
| Dragged      | 2015 | Christopher Birk | Ell mateixa | En producció                                  | [ 13 ] |
| TupiniQueens | 2015 | João Monteiro    | Ell mateixa | Documental sobre l'escena drag queen a Brasil | [ 14 ] |

### Televisió
| Títol                         | Any  | Paper        | Notes                                | Ref.   |
| ----------------------------- | ---- | ------------ | ------------------------------------ | ------ |
| American Idol                 | 2008 | Ell mateix   |                                      | [ 15 ] |
| The Ellen DeGeneres Show      | 2008 | Ell mateix   |                                      | [ 3 ]  |
| RuPaul's Drag Race            | 2014 | Ell mateix   | Temporada 6 - Subcampió              | [ 15 ] |
| RuPaul's Drag Race: Untucked  | 2014 | Ell mateix   | Programa germà de RuPaul's Drag Race | [ 15 ] |
| Chasing Life                  | 2015 | Adore Delano |                                      |        |
| RuPaul's Drag Race: All Stars | 2016 | Ell mateix   | Temporada 2 – 9a posició (Es retira) |        |

### Websèries
| Títol              | Any  | Paper      | Notes                   | Ref.   |
| ------------------ | ---- | ---------- | ----------------------- | ------ |
| Let the Music Play | 2014 | Ell mateix |                         | [ 16 ] |
| Hey Qween          | 2015 | Ell mateix | Episodi: "Adore Delano" |        |

### Videoclips
| Títol                    | Any  | Artista      | Director      | Ref.   |
| ------------------------ | ---- | ------------ | ------------- | ------ |
| "Oh No She Better Don't" | 2014 | RuPaul       | Steven Corfe  | [ 17 ] |
| "Sissy That Walk"        | 2014 | RuPaul       | Steven Corfe  | [ 18 ] |
| "Mean Gays"              | 2014 | Courtney Act | Kain O'Keeffe | [ 19 ] |
| "The T"                  | 2016 | Alaska       | Ben Simkins   | [ 20 ] |